# 烏弋山離

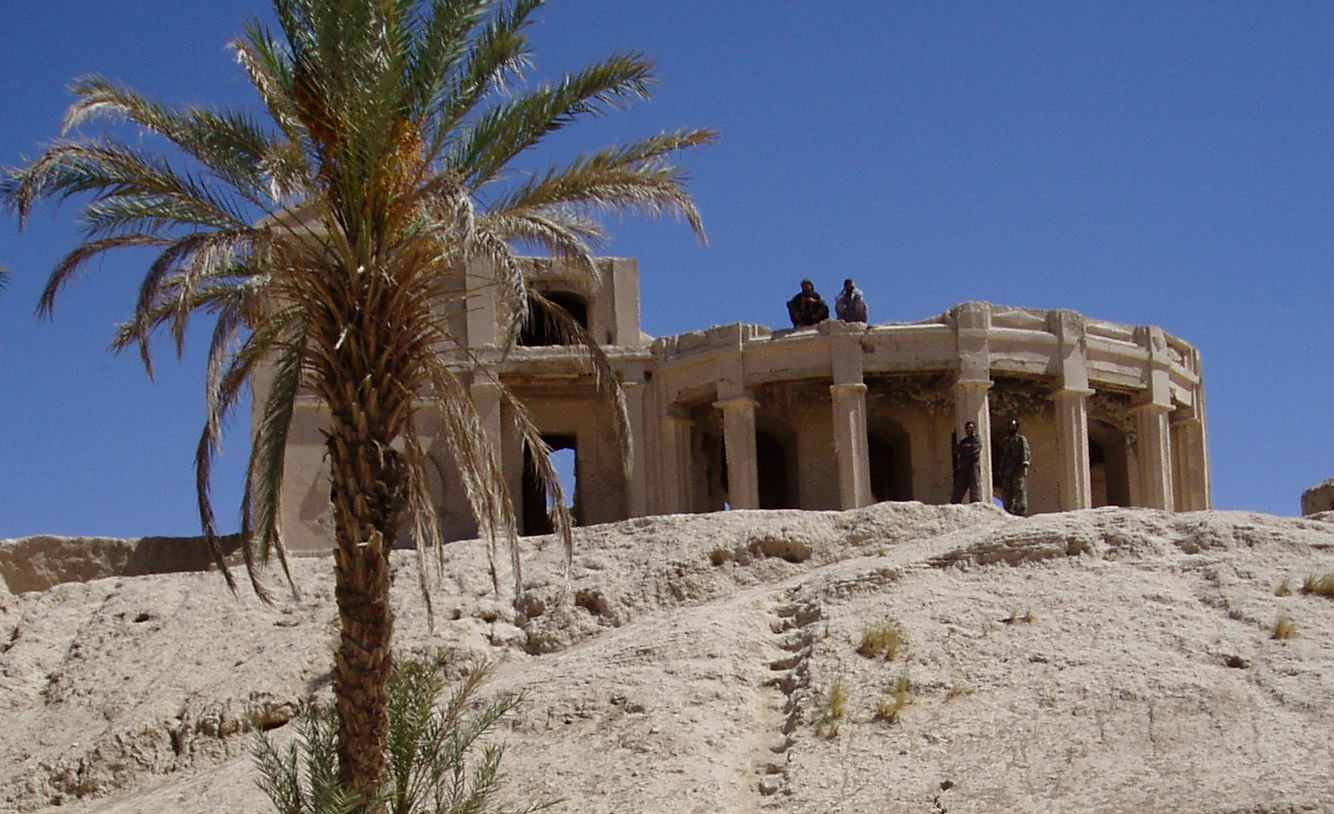
法拉堡，位於阿富汗法拉。

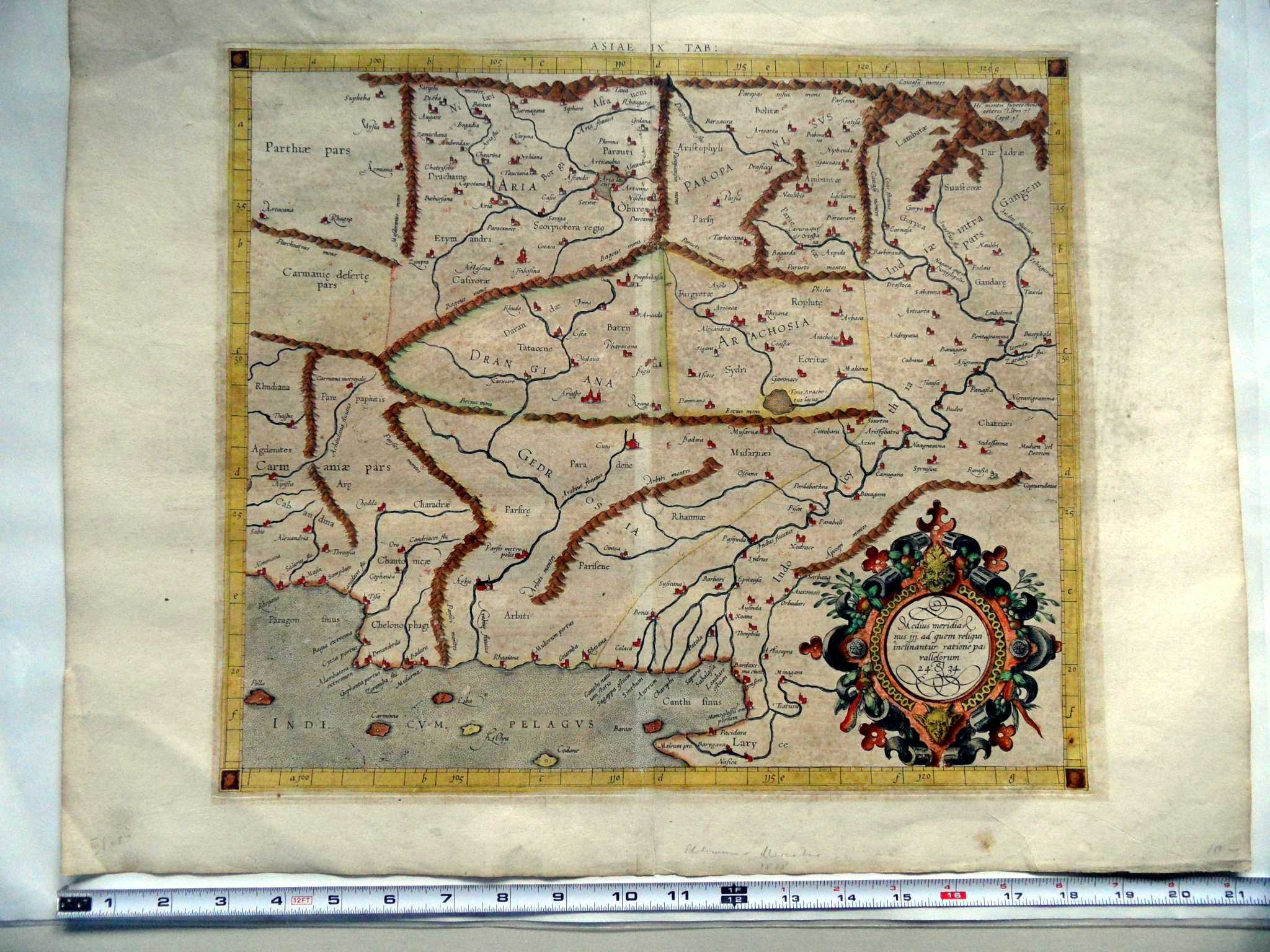
麥卡托地圖（1578 年）的第四頁顯示了亞歷山大大帝所建立的三個亞歷山大城。

乌弋山离（亚历山大里亚·普洛夫达西亚，Alexandria Prophthasia），伊朗古国。塞人在大月氏人西迁的压力下，南下入安息境。安息王派贵族苏林率军镇压入侵的塞人，塞人降服後，苏林建立了政权（今阿富汗的法拉），就是《汉书》所称的乌弋山离国。距离长安万二千二百里。不属西域都护。向东北至都护治所（乌垒）要走六十日，西与犂靬、条支接。1世纪，乌弋山离国被大月氏人的贵霜帝国所灭。

## 上古漢語發音
根據鄭張尚芳《上古音系》，
| 漢字 | 聲符 | 韻部 | 擬音   |
| ---- | ---- | ---- | ------ |
| 烏   | 烏   | 魚   | *qa:   |
| 弋   | 弋   | 職   | *lɯɡ   |
| 山   | 山   | 元   | *sre:n |
| 離   | 离   | 歌   | *rels  |

## 外部連結
[在维基数据编辑]
 《欽定古今圖書集成·方輿彙編·邊裔典·烏弋山離部》，出自陈梦雷《古今圖書集成》